# David Olguín
David Olguín es un dramaturgo, narrador, ensayista y director de teatro mexicano, nacido en la Ciudad de México en 1963. 
 Realizó estudios de actuación en el Centro Universitario de Teatro (CUT), y de literatura hispanoamericana e inglesa en la Facultad de Filosofía y Letras de la UNAM, y en talleres de Ludwik Margules, fue actor en montajes del propio Margules y de José Caballero, y asistente de dirección de ambos directores; obtuvo un M.A. en Theatre Studies de la University of London. 
Es editor de Ediciones El Milagro desde 1992 y, desde 2005, tutor de dramaturgia de la Fundación para las Letras Mexicanas.

Del trabajo de David Olguín destaca "una modernidad y una capacidad expresiva que ha sido ya reconocida dentro y fuera de México, y está en pleno ascenso creativo".

## Libros
- Sábato: ida y vuelta (UAM,1987)
- Bajo Tierra (UNAM,1982)
- La puerta del fondo (Ediciones El Milagro, 1984)
- La representación (Plaza y Valdéz,1985)
- Dolores o la felicidad en la antología El nuevo teatro (Ediciones El Milagro, 1998)
- Amarillo fúnebre (Joaquín Mortiz, 1999)
- La maizada (Coeculta, 2002)
- Las cícladas (La perpetua, 2002)
- Belice (Ediciones El Milagro, 2004)
- Los habladores (Ficticia, 2006)
- Clipperton (Universidad de Guanajuato, 2006).
- Los habladores (Ediciones el milagro, 2021).

## Piezas propias llevadas a escena
- ¿Esto es una farsa? (en codirección con Laura Almela)
- Belice
- Dolores o la Felicidad
- El Tísico
- La Puerta del Fondo
- Bajo Tierra
- Los Asesinos
- La Lengua de los Muertos
- La belleza
- Malpaís
- México68
- La Exageración
- Amar-Amor
- Los habladores
- 1521: La caída
- La dulzura
- Polichinella o divertimento para infantes

## Docencia
- Escuela Nacional de Arte Teatral (ENAT)
- Facultad de Filosofía y Letras
- Universidad Iberoamericana
- Centro Universitario de Teatro
- Foro Teatro Contemporáneo
- Instituto Tecnológico Autónomo de México (ITAM)
- Centro de Capacitación Cinematográfica (CCC)

Olguín escribió el libreto de la ópera Despertar al sueño de Federico Ibarra. Ha montado La señorita Julia de August Strindberg, Así que pasen cinco años de Federico García Lorca (en codirección con José Caballero), El tesoro perdido y El atentado de Jorge Ibargüengoitia, La lección de anatomía de Larry Tremblay, y Tatuaje de Dea Loher, entre otras obras. 

Editó las antologías Teatro norteamericano contemporáneo I y II (Ediciones El Milagro, 1995 y 2003), y coordinó el número monográfico que la revista de la Asociación de Directores de España dedicó al teatro mexicano (1998), ahí apareció su obra Nosferatu. Además Olguín ha publicado traducciones, ensayos y reseñas en revistas y suplementos como Páginas, Nexos, La Orquesta, Escénica, Repertorio, Cuadernos Hispanoamericanos, El Dominical  y La Jornada Semanal.

Ha sido miembro del Sistema Nacional de Creadores de Arte, becario Salvador Novo, Jóvenes Creadores del Fonca, del Consejo Británico, del Fideicomiso para la Cultura México-Estados Unidos. En 1999 impartió la Cátedra Alfonso Reyes con el curso: “Ernesto Sábato: el hombre sólo cabe en la utopía.”